# Pavel Thébský
Svatý Pavel Thébský (asi 228 Théby – asi 341) je světec katolické církve, jenž za svého života žil jako poustevník, proto jej je také možno nalézt v seznamech svatých pod jménem sv. Pavel poustevník (Martyrologium Romanum jej označuje Paulus eremita). Je patronem poustevníků a výrobců rohožek a košíků.

## Život

### Mládí
Pavel Thébský žil ve 3. a 4. století a na svou dobu se mu dostalo solidního vzdělání. V patnácti letech zdědil po rodičích značný majetek. Začátkem pronásledování křesťanů za císaře Decia pojal jeho švagr úmysl zmocnit se Pavlova majetku. Pavel byl ale včas varován svou sestrou, která mu řekla o chystaných úmyslech svého manžela. Pavel se rozhodl zcela oddat Kristu a uchýlil se do pouště.

### Poustevnický život
Pavel začal žít poustevnickým životem, vědom si, že člověk nemůže sloužit Bohu i mamonu (Mt. 6, 24). Švagrovi odpustil a začal se věnovat cele kontemplativnímu způsobu života. K modlitbě používal 300 kamínků, stejně, jako o několik století později začala církev používat růženec. Co kamínek, to jedna modlitba.
Legendy hovoří o devadesáti letech trávených na poušti. Datace se nedá spolehlivě určit, jedinými prameny jsou spisy světců Jeronýma a Antonína. Antonín jej na základě svého snu vyhledal a setrval s ním v hovoru. V jeho přítomnosti dle legendy Pavel předpověděl svou smrt.

### Podobnost se sv. prorokem Eliášem
Stejně jako v případě proroka Eliáše, traduje se i o sv. Pavlu eremitovi, že o jeho obživu se starali havrani, kteří mu nosili v zobáku chléb.